# Leptodactylodon albiventris
Leptodactylodon albiventris és una espècie de granota que viu al Camerun.
Està amenaçada d'extinció per la pèrdua del seu hàbitat natural. No se salva del declivi de les poblacions d'amfibis que afecta tot el món.